# ダリ・サンタナ
ダリ・サンタナ（スペイン語: Daly Santana、1995年2月19日 - ）は、プエルトリコの女子バレーボール選手。プエルトリコ代表。

## 来歴

### クラブチーム
コロサル出身。2010年、プエルトリコリーグのLlaneras de Toa Bajaへ入団し、バレーボール選手としてのキャリアをスタートさせる。2012年、ミネソタ大学ツインシティー校へ進学し、同学のエースとして活躍。2015年のNCAA女子バレーボール選手権で3位へ導いた。また、2015年のビッグ・テン・カンファレンスでMVP、ベストアウトサイドヒッター賞を受賞した。卒業後はSan Juaneras de la Capitalでプレーし、リーグMVPに選ばれた。2016/17シーズンはフランスリーグのASPTTミュルーズでプレーし、リーグの優勝に貢献し自身もベストアウトサイドヒッター賞を受賞した。2017/18シーズンから3年間はイタリアセリエAのアズーラ・バレー・サンカシャーノで活躍した。2020/21シーズンはトルコリーグのTürk Hava Yolları SKと契約し、リーグ3位となった。2021/22シーズンはプエルトリコのPinkin de Corozalへ移籍し、シーズン途中から韓国リーグのIBK企業銀行アルトスでプレーした。
2023年、日本のV.LEAGUE DIVISION1に所属するPFUブルーキャッツに移籍した。しかし、2024年1月1日に起きた能登半島地震により精神的影響を受け、話し合いを経て、同月にPFUブルーキャッツを退団。プエルトリコのPinkin de Corozalに復帰した。
2024-25シーズンはリーグ・ワン・バレーボールと契約。

### 代表チーム
2010年、アンダーカテゴリーの代表としてユースの北中米選手権に出場し銅メダルを獲得した。2011年、シニアのプエルトリコ代表に初選出され、同年のパンアメリカンカップでデビューした。2013年、U-20のパンアメリカンカップでベストサーバー賞を受賞した。2016年、代表復帰し同年のパンアメリカンカップで銀メダルを獲得した。同年8月のリオデジャネイロオリンピックに出場した。2018年、日本で開催された世界選手権ではエースとして攻守にチームを牽引した。

## 球歴
- オリンピック - 2016年
- 世界選手権 - 2018年
- ワールドグランプリ - 2016年、2017年

## 受賞歴
- 2013年 - U-20パンアメリカンカップ ベストサーバー賞
- 2015年 - ビッグ・テン・カンファレンス MVP、ベストアウトサイドヒッター賞
- 2017年 - 2016/17フランス・リーガA ベストアウトサイドヒッター賞
- 2018年 - チャレンジャーカップ北中米予選 ベストスコアラー賞
- 2023年 - 韓国・2022-2023 Vリーグ ベスト7

## 所属クラブ
- Llaneras de Toa Baja（2010-2011年）
- ミネソタ大学ツインシティー校（2012-2015年）
- San Juaneras de la Capital（2015-2016年）
- ASPTTミュルーズ（2016-2017年）
- アズーラ・バレー・サンカシャーノ（2017-2020年）
- トゥルク・ハヴァ・ヨラーリ（2020-2021年）
- Pinkin de Corozal（2021年）
- IBK企業銀行アルトス（2021-2023年）
- PFUブルーキャッツ（2023-2024年1月）
- Pinkin de Corozal（2024年）
- LOVBマディソン（2024年-）